# أمارا سي
أمارا سي (بالفرنسية: Amara Sy) مواليد 28 أغسطس 1981 في باريس، هو لاعب كرة سلة فرنسي. بدأ مسيرته الاحترافية في سنة 1999. يلعب مع فريق نادي موناكو لكرة السلة في الدوري الفرنسي لكرة السلة الدرجة الأولى. يحمل الرقم 5. يبلغ طوله 6 قدم 7.5 بوصة (2.0 م).

## المسيرة الاحترافية
لعب مع أسفيل باسكت في الدوري الفرنسي من سنة 1999 إلى 2002، ثم لعب مع لو مان سارت باسكت من سنة 2002 إلى 2005، ثم لعب مع أسفيل باسكت في الدوري الفرنسي من سنة 2005 إلى 2007، ثم لعب مع إيه إي كي في موسم 2007–2008، ثم لعب مع أسفيل باسكت في الدوري الفرنسي في موسم 2008–2009، ثم لعب مع سي بي مورسيا في الدوري الإسباني في سنة 2010، ثم لعب مع أورليان لواريت في الدوري الفرنسي من سنة 2010 إلى 2012، ثم لعب مع أسفيل باسكت من سنة 2012 إلى 2015، ثم لعب مع موناكو في سنة 2015.

## روابط خارجية
- أمارا سي على موقع الاتحاد الدولي لكرة السلة (الإنجليزية)
- أمارا سي على موقع الدوري الإسباني لكرة السلة (الإسبانية)
- أمارا سي على موقع كرة السلة الأوروبية.كوم (الإنجليزية)
- أمارا سي على موقع ريلجم (الإنجليزية)
- أمارا سي على موقع بروبوليرز (الإنجليزية)
- أمارا سي على موقع سبورتس رفرنس (الإنجليزية)
- أمارا سي على موقع سبورتس رفرنس (الإنجليزية)